# تقويم نظم القلب
تَقْوِيم نَظْم القَلْب أو تقويم النظم القلبي أو وقف الرجفان الارتعاشي (بالإنجليزية: Cardioversion)‏ هي عملية إعادة النظم الطبيعي (النظم الجيبي) في حالات التسرع القلبي وبخاصة حالات الرجفان الأذيني والرفرفة الأذينية ... الخ، باستخدام أحد أساليب إعادة النظم مثل: الصدمة الكهربائية، أو باستخدام أدوية مضادات اضطراب النظم.

## دواعي تقويم النظم
تشكل حالات التسرع القلبي الداعي الأساسي لتقويم النظم، وتنقسم حالات التسرع القلبي إلى تسرعات أذينية وأخرى بطينية. أحد خيارات علاج التسرع الأذيني يتم بتقويم النظم إما دوائياً أو كهربائياً. 

الرجفان الأذيني الذي يتطلب تقويماً للنظم.

في الحالات غير المستقرة للتسارع القلبي فإن خيار تقويم النظم الكهربائي (بالإنجليزية: Synchronized Electrical Cardioversion)‏ يشكل الخيار الأمثل؛ حيث تُعَرّف الحالة غير المستقرة بأنها حالة التسرع> 150/دقيقة ترافقها أعراض عدم الاستقرار مثل: هبوط ضغط الدم أو ألم في الصدر (ذبحة صدرية) أو دوخة ... الخ. هذه الحالات غير المستقرة فيها خطر على حياة المريض، وتحتاج علاجاً فورياً، يتأتى بالعلاج الفوري بالصدمة الكهربية كأقصر طريقة للعلاج وأكثرها نجاعةَ.
أما في الحالات المستقرة فإنه يمكن تقويم النظم باستخدام إحدى الطريقتين إما باستخدام العقاقير مضادة اضطرابات النظم أو التقويم الكهربائي. أو يمكن ترك النظم دون تقويم والعمل على كبح تسارع القلب دوائياً وتعتمد دواعي العلاج ونوعية العلاج على عوامل منها:
- الأعراض التي يشكو منها المريض.
- المدة الزمنية التي مضت على المريض مع المرض (بالذات الرجفان الأذيني).
- عمر المريض.
- الأدوية الأخرى التي يتناولها المريض.
- الأمراض القلبية والشريانية الأخرى التي يعاني منها المريض.

كل هذه العوامل تحدد الحاجة لتقويم النظم، حيث أن الخيار الآخر عند مرضى الرجفان الأذيني المستقرين تكون في محاولة كبح تسارع القلب باستخدام أدوية مثبطة لسرعة القلب، دون الحاجة لتقويم نظم القلب.
التسارعات التي يمكن علاجها بتقويم النظم:
- التسرع الأذيني أو التسرع فوق البطيني. ومن الأمثلة عليه:
  - الرجفان الأذيني.
  - الرفرفة الأذينية.

أما التسارعات البطينية فيتم علاجها بطريقة مماثلة غير أن التسمية مختلفة، حيث يُسمى تقويم النظم هناك بإزالة الرجفان (بالإنجليزية: Defibrillation)‏. 

## مبدأ العمل
التسرع الأذيني باستثناء التسرع الجيبي ينجم عن اضطراب نظمي في أذيني القلب، هذا الاضطراب يُفقد العقدة الجيبية الأذينية دورها القيادي في نظم القلب، وذلك إما بسبب دوران الشارة الناقلة في الأذين في حلقة مفرغة بشكلٍ سريع كما هو الحال في الرفرفة الأذينية أو بشكل عشوائي كما هو الحال في الرجفان الأذيني - أو بسبب العودة المبكرة للشارة الناقلة من بطيني القلب إلى الأذينين (بالإنجليزية: Reentry)‏ مما يسبب نشوء تحفيز مجدد مبكر لعضلة القلب (بالإنجليزية: Reentry Tachycardia)‏، وبالتالي تسارعاً قلبياً.

## تقويم النظم الكهربائي

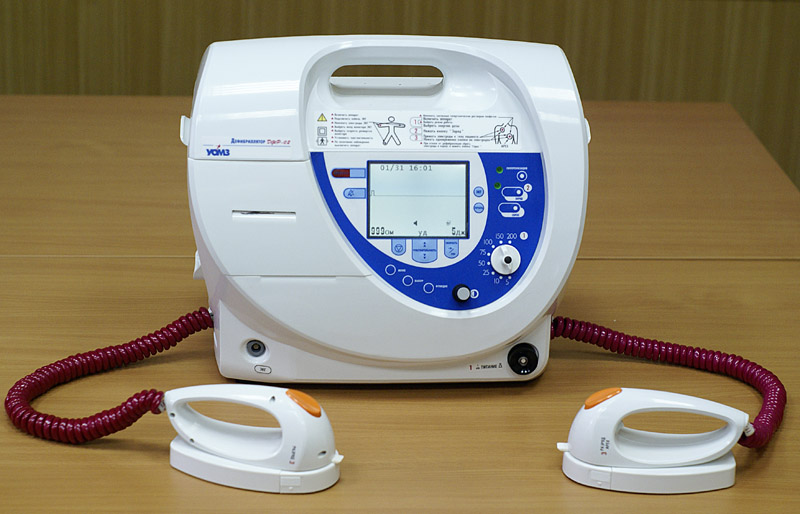
مزيل رجفان بسيط.

يعتمد النظم القلبي عن طريق الصعقة الكربهائية أي تقويم النظم الكهربائي (بالإنجليزية: Electrical synchronized cardioversion)‏ على مبدأ دور الحران، والذي ينص على أن الخلية بعد فترة استثارة (إزالة الاستقطاب) ، تمر في دور إعادة شحن الغشاء الخلوي للوصول لما يسمى بعودة الاستقطاب (بالإنجليزية: Repolarization)‏، أثناء فترة إعادة الشحن - والتي تُدعى بدور الحران - تكون الخلية غير قادرة على نقل الشارة، وبالتالي غير مستثارة إلى أن ينتهي دور الحران.
في حالة اضطرابات النظم سواءً العشوائية كالارتجاف الأذيني، أو السريعة المتكررة مثل العودة المبكرة، فإن توجيه صدمة كهربائية قوية لعضلة القلب، وبالذات عضلات الأذين في اللحظة الحاسمة، فإن كافة الخلايا سيتم استثارتها في لحظة واحدة، لتدخل جميعها دور الحران، ومن ثم لتبدأ الخلية الأسرع في إعادة الاستقطاب - في العادة إحدى خلايا العقدة الجيبية - في إعطاء الشارة الناقلة لباقي خلايا القلب، ليعود النظم الجيبي للسيادة. حتى تنجح العملية فإنه من الضروري أن يكون التقويم متزامناً مع مخطط القلب الكهربائي ولذا يُدعى بتقويم القلب المتزامن (بالإنجليزية:  Synchronized Electrical Cardioversion)‏.

### طريقة التقويم الكهربائي المتزامن
للقيام بالتقويم الكهربائي المتزامن يُصار إلى تخدير المريض عن طريق الوريد باستخدام مادة مخدرة قصيرة الأمد مثل بروبوفول أو إيتوميتاد، ومن ثم استخدام جهاز مزيل الرجفان بعد تشغيل وضعية التزامن، لتطبيق الصدمة على المريض باستخدام أقطاب الجهاز والتي يُفضّل أن يوضع أحدها على صدر المريض والآخر على ظهره، بعكس ماهو معهود في عملية الإنعاش. يقوم الجهاز بتوجيه صدمة كهربية معتمداً على مخطط القلب الكهربائي عند لحظة مركب QRS، وذلك للأسباب التالية:
- في هذه اللحظة تكون خلايا البطين في وضع إزالة الاستقطاب (بالإنجليزية: depolarized)‏ وثم في وضعية دور الحران، مما يحميها من الضرر بسبب الموجة الكهربية، ويمنع نشوء اضطرابات نظمية بطينية.
- يُتجنب بذلك استثارة خلايا البطين في الفترة الحرجة وهي فترة موجة الT، وبذلك يتجنب التسبب في الرجفان البطيني.
- هو الوقت المناسب لاستثارة خلايا الأذينين قبيل حدوث استثارة ذاتية منها، وبالتالي يرفع نسب النجاح.

## تقويم النظم دوائياً
| اسم الدواء        | بالإنجليزي        | نسبة النجاح % |
| ----------------- | ----------------- | ------------- |
| بروكايين آميد     | Procainamide      | 20            |
| كوينيدين          | Quinidine         | 38 إلى 86     |
| بروبافينون        | Propafenone       | 51 إلى 76     |
| فليكانيد          | Flecainide        | 68 إلى 91     |
| أميودارون         | Amiodarone        | 43 إلى 68     |
| سوتالول           | Sotalol           | 20 إلى 52     |
| إيبوتيليد         | Ibutilide         | 33 إلى 45     |
| التقويم الكهربائي | التقويم الكهربائي | 67 إلى 94     |

يعتبر استخدام الأدوية وبخاصة مضادات اضطراب النظم خياراً آخر لتقويم النظم، وإن كانت فاعليته أقل من الخيار الكهربائي، حيث تتفاوت فرص النجاح باختلاف الدواء المستخدم لتقويم النظم، فبينما تعتبر بعض الأدوية التي درجت في علاج الرجفان الأذيني غير فعالة أكثر من الغُفْل (بالإنجليزية: Placebo)‏ فإن بعض الأدوية يصل مفعولها إلى 91% في أحسن الأحوال انظر الجدول.
يعود مفعول الأدوية المضادة لاضطراب النظم إلى مقدرتها على التأثير على طول دور الحران في الخلايا القلبية، فمعظم هذه العقاقير تؤدي إلى زيادة طول دور الحران، مما يجعل خلايا الأذينين ماتزال في دور الحران حين وصول الدورة التالية من الرفرفة أو من الرجفان الأذيني، فينقطع مسار الرفرفة أو الرجفان. إلا أن هذه الأدوية تؤدي في نفس الوقت إلى تبطيء سير الشارة الناقلة، ومن ثم تبطيء وصول الشارة إلى الخلايا، وهو مايعمل عكسياً على تقليل فرص نجاح تقويم النظم الدوائي.
ولا بد من الإشارة إلى أن جميع الأدوية المضادة لاضطراب النظم لها آثار جانبية خطرة، منها التسبب في اضطرابات نظمية خطيرة، مثل التسارع البطيني، والتأثير على طول فترة QT والذي يمكن أن يتسبب في مضاعفات خطرة مثل الرجفان البطيني. كما أن لبعضها تأثيرات تحسسية أو تأثيرات على الغدة الدرقية ... الخ.

## مخاطر عملية التقويم
لعملية تقويم النظم مخاطر ومضاعفات منها:
- عدم النجاح، ففرص نجاح تقويم النظم تعتمد على عدة عوامل منها: حجم الأذينين، الفترة التي مضت على اضطراب النظم، الأمراض المرافقة الأخرى مثل نقص التروية، ضغط الدم، ... الخ.
- حصول مضاعفات نظمية ويشمل ذلك حدوث تباطؤ قلبي، أو حدوث تسارعات بطينية قد تشكل خطراً على حياة المريض إذا لم يتوفر العلاج الفوري جهاز مزيل الرجفان.
- تحول الاضطراب النظمي من نوعٍ إلى آخر، مثل تحول الرفرفة الأذينية إلى رجفان أذيني، أو العكس مثلاً.
- المضاعفات الاحتشائية وهي تعتبر الأهم من بين جميع المضاعفات، وتنشأ هذه المضاعفات بخاصة في الرجفان الأذيني والرفرفة الأذينية، وذلك عند تكوّن خثرات في جانب الأذين الأيسر أثناء الرجفان، ومن ثم انتقالها إلى البطين في لحظة تقويم النظم، لتتسبب باحتشاءات وبخاصة احتشاءات دماغية، مثل السكتة الدماغية.[8]

## الاحتياطات الواجب اتباعها عند تقويم النظم
لتجنب مخاطر ومضاعفات لابد من اتباع بعض الوصايا المتفق عليها، والتي تتعلق بتجنب المضاعفات الاحتشائية وهي:
- المرضى الذين يُعانون من التسرع الأذيني (الرجفان الأذيني) لمدة تقل عن 48 ساعة، فمن الآمن إجراء تقويم النظم عندهم.
- المرضى الذين يعانون من التسرع الأذيني (الرجفان الأذيني) لمدة تزيد على 48 ساعة فيمكن أن يتم:
  - إجراء فحص صدى القلب عبر المريء لإثبات خُلوّ أطراف الأذين من الخثرات، أو
  - معالجة المرضى لمدة لاتقل عن 3 أسابيع بمضاد تخثر، ومن ثم إجراء تقويم النظم.

كما يجب أن يكون إجراء تقويم النظم ضمن شروط تتوفر فيها المقدرة على الإنعاش والتنفس الصناعي، وبتوفر جهاز مزيل الرجفان للسيطرة على المضاعفات الخطرة (وحدات العناية المركزة على سبيل المثال).